# Michael Gold
Michael Mike Gold, vlastním jménem Itzok Isaac Granich (12. dubna 1884 New York – 14. května 1967 Kalifornie), byl americký spisovatel, novinář, literární kritik a člen Komunistické strany Spojených států amerických. V 30. a 40. letech 20. století byl považován za jednoho z nejvýznamnějších autorů a editorů americké proletářské literatury.

## Životopis
Narodil se 12. dubna 1984 v New Yorku rodičům rumunských židovských imigrantů Chaima Granicha a Gittely Schwartz Granichový. Měl dva bratry, Maxe a Jiřího. Svojí první práci publikoval pod vlastním jménem, Irwin Granich, ale posléze začal psát pod pseudonymem Michael Gold, po židovském veteránu z občanské války, kterého obdivoval za jeho boj proti otrokářství. Měl poměr s Dorothy Day.
Socialistický magazín The Masses publikoval v roce 1914 jeho první báseň Three Whose Hatred Them, která je o anarchistech, kteří byli zabití v bytovce svoji vlastní bombou. Až do své smrti podporoval Říjnovou revoluce v roce 1917, v Rusku. V letech 1921-1922 se stal vedoucím pracovníkem v magazínu The Liberator, ve kterém napsal: Ruští bolševici zanechají svět lepší než Ježíš.
V roce 1925 navštívil Moskvu a roku 1926 se stal zakládajícím editorem magazínu The Masses, který publikoval komunistickou práci. Zemřel 14. května 1967 v Kalifornii v důsledku komplikací po cevní mozkové příhodě. Zemřel ve věku 73 let.

## Židé bez peněz
Skoro po celá 20. léta 20. století pracoval na románu Jews Without Money (Židé bez peněz). Fiktivní autobiografie, která vypráví o dospívání ve zbídačeném světě Lower East Side. Román byl vydán na počátku Velké hospodářské krize v roce 1930 a okamžitě se stál úspěšný. Chvíli po vydání byl přeložen do 14 dalších jazyků. Stal se prototypem amerického proletářského románu. Gold o románu napsal: Ve své knize vyprávím o židovské chudobě v ghetu v New Yorku. Stejný příběh se může odehrávat v mnoha dalších ghettech po celém světě. Po mnoha staletích žili Židé v takovém univerzálním ghettu.